# Anthony O'Sullivan
Anthony O'Sullivan (1855 – New York, 5 luglio 1920) è stato un attore e regista statunitense.
Durante gli ultimi anni della sua carriera appariva nei crediti in alternativa anche con il nome di Tony O'Sullivan.

## Biografia
È stato uno dei più prolifici attori del cinema muto statunitense, recitò in oltre 160 film  fra il 1906 e il 1918. Come regista diresse più di 30 film fra il 1913 e il 1915.

## Filmografia

### Attore

#### 1906
- The Black Hand, regia di Wallace McCutcheon (1906)

#### 1907
- Yale Laundry (1907)
- Il dottor Skinum (Dr. Skinum), regia di Wallace McCutcheon (1907)
- Mr. Gay and Mrs. (1907)

#### 1908
- Professional Jealousy (1908)
- Lonesome Junction (1908)
- The Yellow Peril, regia di Wallace McCutcheon (1908)
- A Famous Escape, regia di Wallace McCutcheon (1908)
- King of the Cannibal Islands, regia di Wallace McCutcheon (1908)
- Hulda's Lovers, regia di Wallace McCutcheon (1908)
- The Sculptor's Nightmare, regia di Wallace McCutcheon (1908)
- Thompson's Night Out, regia di Wallace McCutcheon (1908)
- 'Ostler Joe, regia di Wallace McCutcheon (1908)
- The Invisible Fluid, regia di Wallace McCutcheon (1908)
- The Man in the Box, regia di Wallace McCutcheon (1908)
- Over the Hill to the Poorhouse, regia di Stanner E.V. Taylor (1908)
- At the Crossroads of Life, regia di Wallace McCutcheon Jr. (1908)
- The Kentuckian, regia di Wallace McCutcheon (1908)
- The Stage Rustler, regia di Wallace McCutcheon (1908)
- The Fight for Freedom, regia di D.W. Griffith e Wallace McCutcheon Jr. (1908)
- The Black Viper, regia di D.W. Griffith e Wallace McCutcheon Jr. (1908)
- Deceived Slumming Party, regia di D.W. Griffith (1908)
- A Calamitous Elopement , regia di D.W. Griffith (1908)
- The Greaser's Gauntlet, regia di David W. Griffith (1908)
- The Fatal Hour, regia di D.W. Griffith (1908)
- Monday Morning in a Coney Island Police Court, regia di D.W. Griffith e Wallace McCutcheon (1908)
- The Red Girl, regia di D.W. Griffith (1908)
- The Pirate's Gold, regia di D.W. Griffith (1908)

#### 1909
- Mrs. Jones Entertains, regia di D.W. Griffith (1909)
- A Sound Sleeper, regia di D.W. Griffith (1909)
- Confidence, regia di D.W. Griffith (1909)
- Twin Brothers, regia di David W. Griffith (1909)
- Lucky Jim, regia di David W. Griffith (1909)
- Tis an Ill Wind That Blows No Good, regia di David W. Griffith (1909)
- The Suicide Club, regia di David W. Griffith (1909)
- The Note in the Shoe, regia di David W. Griffith (1909)
- One Busy Hour, regia di David W. Griffith (1909)
- A Baby's Shoe, regia di David W. Griffith (1909)
- The Jilt, regia di David W. Griffith (1909)
- Resurrection, regia di David W. Griffith (1909)
- Two Memories, regia di David W. Griffith (1909)
- Eloping with Auntie, regia di David W. Griffith (1909)
- What Drink Did, regia di David W. Griffith (1909)
- The Violin Maker of Cremona, regia di David W. Griffith (1909)
- The Lonely Villa, regia di David W. Griffith (1909)
- The Son's Return, regia di David W. Griffith (1909)
- The Faded Lilies, regia di David W. Griffith (1909)
- Her First Biscuits, regia di David W. Griffith (1909)
- Was Justice Served?, regia di David W. Griffith (1909)
- The Peachbasket Hat, regia di David W. Griffith (1909)
- The Way of Man, regia di David W. Griffith (1909)
- The Necklace, regia di D. W. Griffith – cortometraggio (1909)
- The Message, regia di David W. Griffith (1909)
- The Cardinal's Conspiracy, regia di David W. Griffith e Frank Powell (1909)
- The Renunciation, regia di David W. Griffith (1909)
- Jealousy and the Man, regia di David W. Griffith (1909)
- A Convict's Sacrifice, regia di David W. Griffith (1909)
- A Strange Meeting , regia di David W. Griffith (1909)
- They Would Elope, regia di David W. Griffith (1909)
- Mr. Jones' Burglar, regia di David W. Griffith (1909)
- The Better Way, regia di David W. Griffith (1909)
- With Her Card', regia di David W. Griffith (1909)
- Mrs. Jones' Lover; or, 'I Want My Hat', regia di David W. Griffith (1909)
- The Indian Runner's Romance, regia di David W. Griffith (1909)
- The Seventh Day, regia di David W. Griffith (1909)
- The Mills of the Gods, regia di David W. Griffith (1909)
- Pranks, regia di David W. Griffith (1909)
- The Sealed Room, regia di David W. Griffith (1909)
- The Little Darling, regia di David W. Griffith (1909)
- The Hessian Renegades, regia di David W. Griffith (1909)
- Getting Even, regia di D.W. Griffith (1909)
- The Broken Locket
- In Old Kentucky
- A Fair Exchange, regia di David W. Griffith (1909)
- Leather Stocking
- Wanted, a Child
- The Awakening
- Pippa Passes; or, The Song of Conscience
- A Change of Heart, regia di David W. Griffith (1909)
- His Lost Love
- The Expiation, regia di David W. Griffith (1909)
- In the Watches of the Night
- Lines of White on a Sullen Sea
- What's Your Hurry?
- The Gibson Goddess, regia di David W. Griffith (1909)
- Nursing a Viper, regia di David W. Griffith (1909)
- The Light That Came
- Two Women and a Man
- A Midnight Adventure, regia di D. W. Griffith
- The Open Gate
- The Mountaineer's Honor
- The Trick That Failed
- In the Window Recess
- The Death Disc: A Story of the Cromwellian Period, regia di David W. Griffith (1909)
- The Red Man's View
- A Corner in Wheat
- The Test, regia di David W. Griffith (1909)
- A Trap for Santa Claus, regia di David W. Griffith (1909)
- In Little Italy
- The Day After, regia di David W. Griffith e Frank Powell (1909)
- Choosing a Husband
- The Heart of an Outlaw , regia di D.W. Griffith (1909)

#### 1910
- The Rocky Road, regia di David W. Griffith (1910)
- Her Terrible Ordeal, regia di David W. Griffith (1910)
- The Call, regia di David W. Griffith (1910)
- The Honor of His Family, regia di David W. Griffith (1910)
- The Last Deal, regia di David W. Griffith (1910)
- The Woman from Mellon's, regia di D.W. Griffith (1910)
- The Englishman and the Girl, regia di David W. Griffith (1910)
- Taming a Husband, regia di David W. Griffith (1910)
- The Final Settlement, regia di David W. Griffith (1910)
- The Newlyweds, regia di David W. Griffith (1910)
- The Thread of Destiny, regia di David W. Griffith (1910)
- In Old California, regia di David W. Griffith (1910)
- The Converts, regia di David W. Griffith (1910)
- Faithful, regia di David Wark Griffith (1910)
- The Twisted Trail
- Gold Is Not All
- His Last Dollar
- The Two Brothers, regia di David W. Griffith (1910)
- As It Is in Life
- A Rich Revenge
- The Way of the World, regia di David W. Griffith – cortometraggio (1910)
- Up a Tree, regia Frank Powell – cortometraggio (1910)
- The Gold Seekers, regia di David W. Griffith – cortometraggio (1910)
- An Affair of Hearts
- Ramona, regia di David W. Griffith (1910)
- A Knot in the Plot
- A Child of the Ghetto
- A Victim of Jealousy
- Never Again, regia di Frank Powell (1910)
- A Child's Impulse
- What the Daisy Said
- A Flash of Light
- An Arcadian Maid
- Her Father's Pride
- The Usurer, regia di D.W. Griffith
- The Modern Prodigal, regia di D.W. Griffith
- Muggsy Becomes a Hero
- Little Angels of Luck
- A Mohawk's Way
- In Life's Cycle
- The Oath and the Man
- Rose O'Salem Town
- The Iconoclast
- How Hubby Got a Raise
- That Chink at Golden Gulch
- The Masher, regia di Frank Powell (1910)
- The Banker's Daughters
- The Proposal, regia di Frank Powell (1910)
- Turning the Tables, regia di Frank Powell (1910)
- After the Ball, regia di Frank Powell (1910)

#### 1911
- The Little Avenger – cortometraggio (1911)
- The Orphan – cortometraggio (1911)

#### 1912
- Bedelia's Busy Morning (1912)
- Bedelia and Mrs. Busybody (1912)
- Bedelia and the Suffragette (1912)
- The Girl and Her Trust, regia di D.W. Griffith (1912)
- Bedelia's 'At Home' (1912)
- The Goddess of Sagebrush Gulch, regia di D.W. Griffith (1912)
- Bedelia As a Mother-In-Law – cortometraggio (1912)
- Katchem Kate, regia di Mack Sennett (1912)
- The Tourists, regia di Mack Sennett (1912)
- Bedelia and Her Neighbor (1912)
- Bedelia and the Newlyweds – cortometraggio (1912)
- Bedelia Has a Toothache (1912)
- Trying to Keep Bedelia (1912)

#### 1913
- The Switch Tower (1913)
- Olaf-An Atom – cortometraggio (1913)

#### 1915
- Old Offenders, regia di Anthony O'Sullivan (1915)

#### 1917
- The Pullman Bride, regia di Clarence G. Badger (1917)
- Are Waitresses Safe?, regia di Hampton Del Ruth e Victor Heerman (1917)

#### 1918
- The Kitchen Lady, regia di Edward F. Cline (1918)

### Regista
- Phillip Steele – cortometraggio (1912)
- The Old Swimming Hole
- A Man Among Men (1912)
- One Against One – cortometraggio (1912)
- North of Fifty-Three – cortometraggio (1912)
- The Wrong Bottle (1913)
- The Stolen Treaty (1913)
- A Frightful Blunder (1913)
- The Tenderfoot's Money (1913)
- Olaf-An Atom (1913)
- A Dangerous Foe (1913)
- The Well (1913)
- The Switch Tower (1913)
- In Diplomatic Circles
- A Gamble with Death (1913)
- A Gambler's Honor
- The Mirror
- The Vengeance of Galora (1913)
- When Love Forgives (1913)
- The Monument (1913)
- Under the Shadow of the Law
- I Was Meant for You
- The Work Habit (1913)
- The Crook and the Girl
- The Strong Man's Burden
- The Stolen Treaty – cortometraggio (1913)
- The Law and His Son – cortometraggio (1913)
- A Tender-Hearted Crook
- Red and Pete, Partners
- The Van Nostrand Tiara – cortometraggio (1913)
- The Stopped Clock
- Diversion (1913)
- Old Coupons
- All for Science
- Her Wedding Bell
- Concentration (1914)
- His Fireman's Conscience (1914)
- The Doctor's Trust
- When a Woman Guides (1914)
- Her Mother's Weakness
- A Daring Getaway
- Death's Witness
- The Opal's Curse
- The Ragamuffin (1914)
- The Cracksman's Gratitude
- That Boy from the Poorhouse (1914)
- The Little Widow
- The Man Who Paid (1914)
- The Man and the Master
- The Smuggler's Wife (1914)
- The Terrible Lesson
- The Peddler's Bag
- The New Road's Mascot
- The Way Out
- Her Convert
- Old Offenders (1915)
- As It Happened (1915)